# DAB Vloot

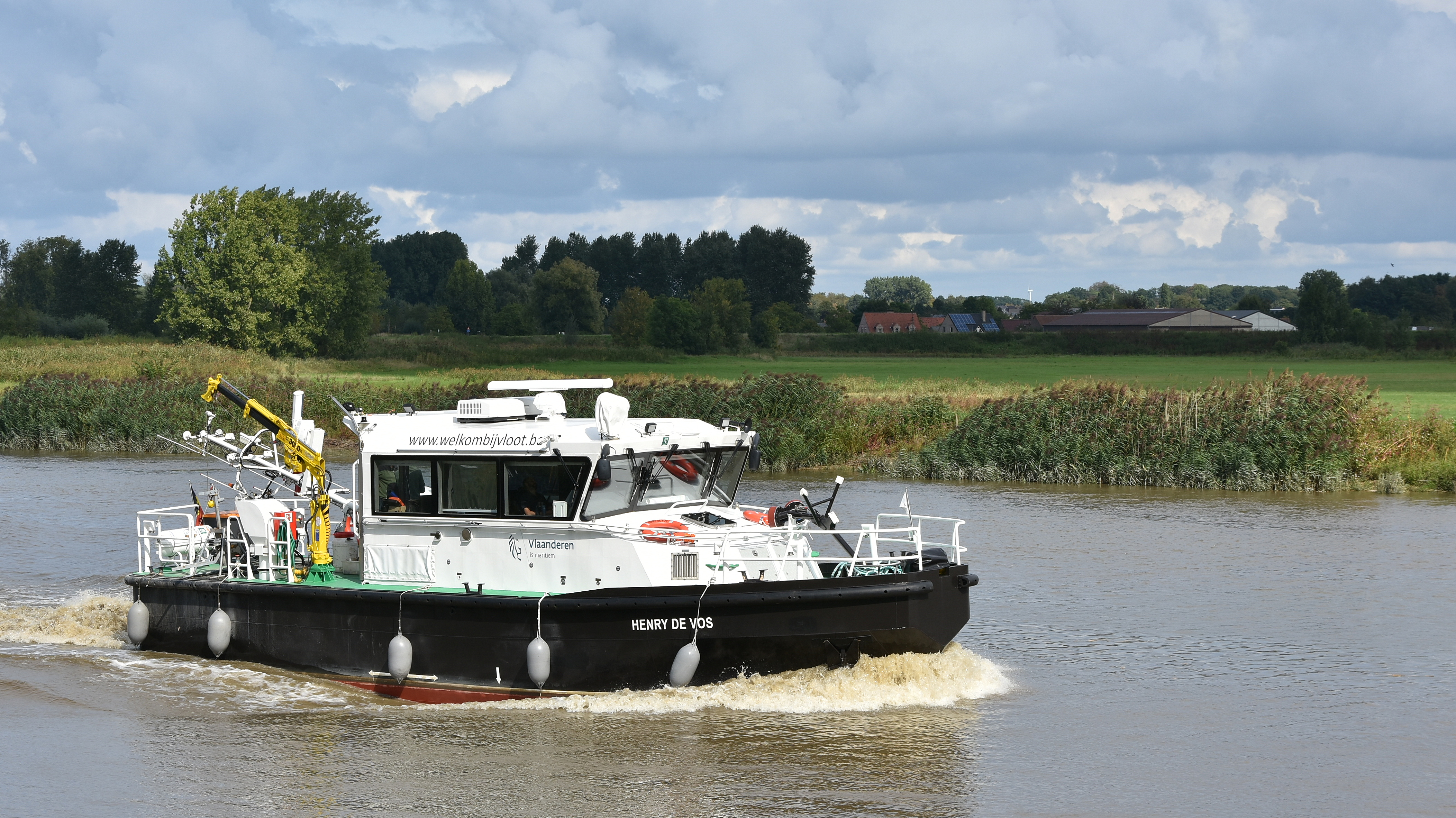
De Henry De Vos een hydrografisch vaartuig - op de Schelde bij Uitbergen

DAB Vloot is een Vlaamse overheidsdienst (Dienst met Afzonderlijk Bestuur) die zorg draagt voor het betonneren en bebakenen van de vaarwateren, zowel van de Belgische kust als de Westerschelde. Ze verleent hulp en sleepassistentie voor de Vlaamse kust en stelt schepen en bemanningen ter beschikking bij activiteiten van het Vlaamse Gewest en voor sommige Federale Overheidsdiensten. Ze verzorgt ook de verlichting, de signalisatie en de juiste markeringen om een vlot scheepvaartverkeer te verkrijgen.
De vloot bestaat onder meer uit loodsboten en tenders, hydrografische vaartuigen, bebakeningvaartuigen, patrouillevaartuigen voor politie, douane en zeevisserijcontrole, reddingsvaartuigen, een schip voor zeewetenschappelijk onderzoek, een sleepboot en veerboten. Bij DAB Vloot werken ongeveer 560 mensen.